# Liste d'édifices religieux de Montpellier
Cet article présente la liste des édifices religieux de Montpellier situés dans le département de l'Hérault.
Note : cette liste n'est pas exhaustive.

## Catholique
- Cathédrale Saint-Pierre, rue Saint-Pierre. L'édifice a été classé au titre des monuments historiques en 1906[1]. De nombreux objets sont référencés dans la base Palissy (voir les notices liées)[1].
- Basilique Notre-Dame des Tables, rue du Collège, ancienne chapelle des Jésuites. L'édifice a été inscrit au titre des monuments historiques en 1938[2]. De nombreux objets sont référencés dans la base Palissy (voir les notices liées)[2].
- Église Saint-Denis, place Saint-Denis. L'édifice a été inscrit au titre des monuments historiques en 1938[3]. De nombreux objets sont référencés dans la base Palissy (voir les notices liées)[3].
- Église Saint-Roch, place Saint-Roch. L'édifice est référencé dans la base Mérimée et à l'Inventaire général Région Occitanie[4].
- Église Sainte-Croix, rue Tour-de-l'Église. L'édifice a été classé au titre des monuments historiques en 1840[5].
- Église Don-Bosco, place Léon-Blum.
- Église de l'Immaculée-Conception, rue du Père-Bonnet. L'édifice est référencé dans la base Mérimée et à l'Inventaire général Région Occitanie[6].
- Église Notre-Dame-de-la-Paix de la Chamberte, rue du Père-Cyprien-Rome.
- Église Notre-Dame-d'Espérance, rue Notre-Dame-d'Espérance.
- Église Sainte-Anne, place Sainte-Anne. L'édifice est référencé dans la base Mérimée et à l'Inventaire général Région Occitanie[7].
- Église Sainte-Bernadette, rue du Truel.
- Église Sainte-Bernadette (l'ancienne), avenue du Docteur-Pezet.
- Église Sainte-Eulalie, rue de la Merci. L'édifice a été inscrit au titre des monuments historiques en 2016[8].
- Église Sainte-Jeanne-d'Arc, rue Ernest-Renan.
- Église Sainte-Thérèse-de-Lisieux, avenue d'Assas. L'édifice a été inscrit au titre des monuments historiques en 2002[9].
- Église Saint-Cléophas, place de l'Abbé Crebassol. L'édifice est référencé dans la base Mérimée et à l'Inventaire général Région Occitanie[10].
- Église du Saint-Esprit, rue Sainte-Geneviève.
- Église des Saints-François, rue des Aiguerelles.
- Église Saint-François de la Pierre-Rouge, rue Lunaret. L'édifice a été inscrit au titre des monuments historiques en 1999[11]. De nombreux objets sont référencés dans la base Palissy (voir les notices liées)[11].
- Église Saint-Jacques, boulevard Pedro-de-Luna.
- Église Saint-Léon, rue Saint-Léon. L'édifice est référencé dans la base Mérimée et à l'Inventaire général Région Occitanie[12].
- Église Saint-Martin, rue Jean-Vachet.
- Église Saint-Mathieu, rue Germain. L'édifice a été inscrit au titre des monuments historiques en 2016[13].
- Église Saint-Paul, allée du Pays d'Oc.
- Église de l'ancien couvent des Sœurs de Saint-Joseph, rue Magnol.
- Église Saint-Michel de Montels, rue des Perce-Neige. L'édifice a été inscrit au titre des monuments historiques en 1927[14].
- Église du couvent de la Visitation, rue de l'Université. L'édifice a été inscrit au titre des monuments historiques en 1989[15].
- Église Saint-Thomas de Montpellier.

## Chapelles
- Chapelle du lycée des Sœurs de Nevers, rue de la Garenne.
- Chapelle Saint-François, des Récollets, rue Proudhon. L'édifice a été inscrit au titre des monuments historiques en 2011[16].
- Prieuré Saint-Pierre de Montaubérou, la chapelle a été classée au titre des monuments historiques en 1996[17].
- Chapelle des Cordeliers, rue de Verdun. Devenu une salle de concert appeler Rockstore. L'édifice a été inscrit au titre des monuments historiques en 2007[18].
- Chapelle Saint-Jean de Montpellier.
- Chapelle de la communauté des Jésuites de Montpellier.
- Chapelle de l'Adoration de Montpellier.
- Chapelle des Petites Sœurs des Pauvres, rue Lakanal.
- Chapelle de l'institution de Notre-Dame-de-la-Merci, cours Gambetta.
- Chapelle Notre-Dame-de-l'Assomption, rue de la Portalière des Masques.
- Chapelle Notre-Dame-de-Lourdes, rue de la Garenne, des jésuites.
- Chapelle royale des Pénitents bleus, rue des Étuves. L'édifice est référencé dans la base Mérimée et à l'Inventaire général Région Occitanie[19].
- Chapelle Sainte-Foy, des Pénitents blancs, rue Jacques Cœur. L'édifice a été classé au titre des monuments historiques en 1995[20]. De nombreux objets sont référencés dans la base Palissy (voir les notices liées)[20].
- Chapelle Sainte-Madeleine de Font-Carrade, rue du Jardin des Violettes.
- Chapelle Saint-Charles, place Albert Ier (ancien hôpital général Saint-Charles). La chapelle a été classée au titre des monuments historiques en 1947[21]. De nombreux objets sont référencés dans la base Palissy (voir les notices liées)[21].
- Chapelle du groupe scolaire Françoise Combes rue du 81e régiment d'infanterie.
- Chapelle du couvent des Carmes-Déchaux de Montpellier, rue Moquin Tandon.
- Chapelle des dominicains ou chapelle des Augustins de Montpellier, rue Fabre. L'édifice est référencé dans la base Mérimée et à l'Inventaire général Région Occitanie[22].
- Chapelle de la Miséricorde, rue de la Monnaie.
- Chapelle des ursulines, rue de l'Université.
- Chapelle Saint-Éloi de l'hôpital de Montpellier, avenue Émile Bertin Sans.
- Chapelle résidence des Jardins de la Renaissance, avenue de la Justice de Castelnau.
- Chapelle de l’Enclos St François, avenue de la Justice de Castelnau.

## Israélite
- Synagogue, rue du Général Lafon.
- Synagogue ACIM, rue Ferdinand fabre.
- Ancienne synagogue, rue de la Barralerie.
- Synagogue, rue des blanquiers.

## Musulman
- Mosquée, rue du Mas de Portaly.
- Mosquée, le Grand Mail.
- Mosquée Aïcha, rue de la Jeune Parque
- Mosquée, avenue Paul Bringuier
- Mosquée, rue Émile Picard.
- Mosquée, rue Mion Saint-Michel.
- Mosquée, avenue du Professeur Louis Ravas.
- Mosquée, rue du Pas de Loup.
- Mosquée, rue de la Jasse de Maurin.

## Orthodoxe
- Église orthodoxe Sainte-Hélène-et-La-Sainte-croix, place de l'église, quartier Celleneuve
- Église orthodoxe Sainte-Philothée au château de Grammont.
- Église orthodoxe la Théophanie, rue de l'Ancien Courrier.

## Protestant/Évangélique
- Temple réformé, rue de Maguelone. L'édifice a été inscrit au titre des monuments historiques en 2003[23].
- Temple réformé de la Margelle, avenue du Biterrois.
- Église protestante évangélique, rue Azéma.
- Église évangélique pentecôtiste, avenue du Biterrois.
- Temple Saint-Paul, rue de Las Sorbes.
- Église apostolique, Faubourg Boutonnet.
- Église protestante réformée évangélique, rue des augustins.
- Église adventiste, rue de Puech Villa.
- Chapelle du cimetière protestant, avenue de Palavas.

## Mormon
- Église de Jésus-Christ des saints des derniers jours, rue Daunou.

## Témoins de Jéhovah
- Salle du royaume, impasse Louis Ferdinand Hérold.